# Joseph Lindahl
Joseph Lindahl, född omkring 1689 i Lidhults socken, död 12 december 1742 i Gränna, var en svensk kyrkoherde i Gränna församling och Visingsö församling.

## Biografi
Joseph Lindahl föddes omkring 1689 i Lidhults socken. Han var son till bonden Erik. Lindahl började 1705 att studera vid Växjö skola och 1713 blev han student vid Uppsala universitet. Han disputerade 1716 (de distinctione reali et formali, pres. J. Steuchius) och 1719 (de Smolandia, pres. L. Arrhenius). Lindahl blev 1719 filosofie magister. Han prästvigdes i mars 1720 och blev hovpräst hos riksrådet Olof Törnflycht. Han blev även teologie lektor. 1725 blev han kyrkoherde i Visingsö församling och prost 1732. Lindahl var riksdagsman 1731 och 1734. År 1736 blev han kyrkoherde i Gränna församling. Lindahl avled 12 december 1742 i Gränna.

### Familj
Lindahl gifte sig med Christina Elisabet Brundelia. Hon var dotter till kyrkoherden Andreas Brundelius och Margareta Brandt i Tyresö församling. De fick tillsammans barnen Anders Erik Lindahl (1727–1730), stadssekreteraren Olof Lindahl i Jönköping, Carl Fredrik Lindahl (född 1732) och Augusta Catharina Lindahl (född 1732). Efter Lindahls död gifte Brundelia om sig före 1746 med kyrkoherden Daniel Gruf i Adelövs församling.